# Stanisław Marchewka (duchowny)
Stanisław Marchewka (ur. 27 kwietnia 1883 w Koziegłówkach, zm. 17 grudnia 1960 w Częstochowie) – kapłan rzymskokatolicki, duszpasterz na ziemiach odzyskanych.

## Życiorys
Urodził się 27 kwietnia 1883 roku w Koziegłówkach w rodzinie rolniczej, jako syn Michała i Marianny Oleksiak. Po ukończeniu szkoły średniej w 1904 roku wstąpił do Seminarium Duchownego w Kielcach. 22 listopada 1908 roku otrzymał święcenia kapłańskie i został wikariuszem parafii Wniebowzięcia NMP w Sosnowcu. W 1912 roku w Sosnowcu zbudował Dom Robotniczy. W uznaniu zasług duszpasterskich w 1915 roku został mianowany proboszczem w Jędrzejowie, gdzie przyczynił się do odbudowy kościoła dawnych Cystersów. Podczas wojny był aresztowany przez Niemców. Po 1918 roku był aktywnym działaczem społecznym, w Jędrzejowie założył męskie Seminarium Nauczycielskie. Rozwijał kult bł. Wincentego Kadłubka, a w 1923 roku zorganizował obchody 700-lecia jego śmierci. W 1939 roku został aresztowany przez Gestapo, a po zwolnieniu przeniesiony na emeryturę. W 1940 roku został ponownie aresztowany i przebywał w obozach koncentracyjnych Auschwitz i Dachau, a od 1943 roku po zwolnieniu z obozu ukrywał się.
W 1945 roku został administratorem parafii św. Stanisława i Wacława w Świdnicy, był też dziekanem i komisarzem biskupim. Aktywnie polonizował te ziemie i wspierał polskich repatriantów. W 1946 roku prowadził rekolekcje wielkopostne dla milicjantów z terenu miasta i powiatu. Mając szacunek u milicjantów poufnie zdobywał tajne informacje dotyczące planów represji kapłanów i ostrzegał ich. 16 lipca 1947 roku został aresztowany przez funkcjonariuszów z Ministerstwa Bezpieczeństwa Publicznego z Warszawy. Jako oskarżony za szpiegostwo był osadzony w aresztach we Wrocławiu i Warszawie. 26 stycznia 1948 roku skazany na 5 lat więzienia, a 25 maja 1948 roku zwolniony z więzienia decyzją ułaskawienia przez Prezydenta Bolesława Bieruta. Ks. Stanisław Marchewka powrócił do Świdnicy, ale w 1952 roku został usunięty z parafii przez administratora diecezji ks. Kazimierza Lagosza uległego komunistom. Następnie zamieszkał u swego brata ks. Antoniego Marchewki w Częstochowie. W 1957 roku bp Czesław Kaczmarek mianował go proboszczem parafii Janina k. Buska Zdroju. 
Zmarł 17 grudnia 1960 roku w Częstochowie.